# Sceaux (Hauts-de-Seine)
Sceaux – miejscowość i gmina we Francji, w regionie Île-de-France, w departamencie Hauts-de-Seine.
Według danych na rok 2012 gminę zamieszkiwały 19 986  osoby, a gęstość zaludnienia wynosiła 5552 osób/km². Wśród 1287 gmin regionu Île-de-France Sceaux plasuje się na 778. miejscu pod względem powierzchni.
W Sceaux ślub wzięli Pierre Curie i Maria Skłodowska, których wesele odbyło się tamże w ogrodzie domu jego rodziców. Początkowo zostali także tu pochowani do czasu przeniesienia szczątków 20 kwietnia 1995 do paryskiego Panteonu.
Miejsce urodzenia francuskiego aktora Alaina Delona. Na cmentarzu w Sceaux pochowany jest m.in. Zygmunt Zaremba.

Położenie Sceaux w ramach aglomeracji paryskiej